# Agrupació Excursionista de Reus
L'Agrupació Excursionista de Reus va ser una entitat excursionista, ja desapareguda, establerta a Reus de l'any 1915 al 1919.

## Història
Formada per un grup de joves intel·lectuals noucentistes que pertanyien a la burgesia adinerada, entre els quals van destacar pel seu entusiasme els germans Joan, Amadeu i Ricard Ferraté Gili, Eduard Borràs, Felip Font de Rubinat, Jaume Sabater, Salvador Vilaseca, Ferran Gay, Ferran Casajuana, Antoni Fuster Valldeperes, Ramon Cuadrada i Pere Ferrando. Es va instal·lar a l'edifici de l'antic Castell del Camarer, a la plaça del Castell, però no reunia condicions i van marxar al carrer de sant Elies.

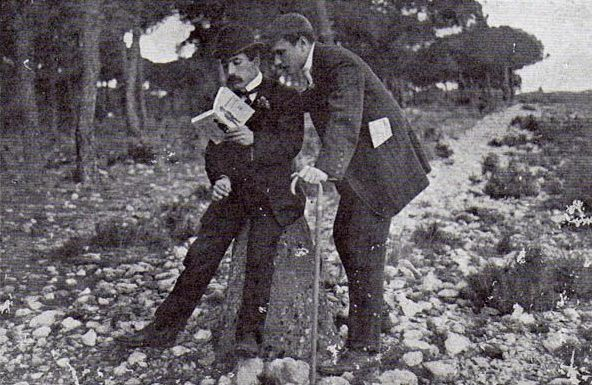
Joan Ferraté (amb bombí) i Eduard Borràs, membres de l'Agrupació Excursionista de Reus

L'Agrupació estava dividida en quatre seccions: ciències naturals, fotografia, esports i la d'art, literatura i folklore. Va intentar des del primer moment fer extensius els seus propòsits a les comarques properes i ja l'any 1915 nomenà socis delegats a la Conca de Barberà (Montblanc), Priorat (Marçà), i el 1916 a la Segarra (Santa Coloma de Queralt). A nivell reusenc va iniciar una biblioteca especialitzada, va fundar un museu que fou l'inici de l'actual museu municipal, va participar activament en els actes de la Diada de !a llengua catalana, on el president de l'Agrupació, Ricard Ferraté, va pronunciar una conferència. El reconeixement a la seva labor es fa palès ja el 1916 pels donatius econòmics que rep de Pere i Evarist Fàbregas el mes d'agost i pel de Josep Simó i Bofarull el mes de setembre. L'Agrupació organitzà campanyes sanitàries com la de la lluita contra les mosques, que obtingué un gran ressò ciutadà. L'entitat publicà també alguns llibres, on destaca Espeleologia de les comarques tarragonines, de Joan Ferraté Gili, el 1918.

## El Butlletí de l'Agrupació Excursionista
L'Agrupació publicà un butlletí, el Butlletí de l'Agrupació Excursionista de Reus, que sortí mensualment des del maig del 1915 el desembre de 1916. El que donà a l'Agrupació projecció i prestigi de cara enfora va ser aquest Butlletí, de caràcter rigorós i científic, en l'elaboració dels textos, perfectament imprès i amb fotografies de qualitat. El Butlletí va ser la primera publicació reusenca de tipus no estrictament literari amb solvència, i juntament amb la revista Llaç, la millor de les editades a la població en el primer quart de segle. El primer número, corresponent al mes d'abril de 1915, tenia 12 pàgines, impreses per Celestí Ferrando. La revista era de periodicitat mensual i fins al segon número no va tenir portada. A la coberta, de color gris-verd, hi havia el títol en tipografia, l'escut de l'entitat dibuixat per Antoni Soler i el sumari. Els números 15-16 (juny-juliol de 1916), 18-19 i 20-21, van sortir agrupats, cosa que permetia l'edició d'estudis més amplis. L'estructura era sempre la mateixa, primer els estudis, seguia la notícia de les excursions I la secció de notes i avisos. Els primers números incloïen una secció meteorològica amb dades obtingudes de l'Estació Enològica, i acudits signats per Soler. Els dos primers anys el Butlletí tenia una numeració correlativa, fins a les 252 pàgines. Recollint el sentiment dels socis, els anònims redactors reclamaven tornar a la divisió comarcal, prescindint de l'artificiosa en províncies que destruïa la personalitat de les comarques naturals i demanaven una diputació única per a fer possible la reconstrucció del país. Els articles de més interes són els de Ricard Ferraté, que signava sovint amb les inicials, com l'estudi sobre "Peus d'impremta dels segles XVI i XVll", fet sota les orientacions de Pau Font (núm. 5, p. 60-62), "La impremta a Sardenya" (núm. 6-7, p. 76-79), "L'origen de Reus" (núm. 8, p. 96-103) i "Etimologia del nom de Reus" (núm. 9, p. 105-109), tots dos molt documentats bibliogràficament l amb excel·lents il·lustracions. També les "Recerques arqueològiques" (núms. 18-1 9, p. 226-228) sobre Capçanes. Es publicaven les recensions d'algunes excursions, com la que feren a l'avenc de La Jou (núm. 3, p. 31-34 i 4, p. 49), la d'Escornalbou que aprofiten per a fer !a història de la muntanya (núm. 12, p. 141-148 i 13, p. 159-162), l'excursió a Capafonts, Prades i l'Espluga de Francolí (núm. 14, p. 167-174). També parlaven de les activitats al local social, com ara la conferència "Lo que és ser un bon excursionista", donada el 12 de juny de 1916 (núm. 17, p. 206-208) per Ricard Ferraté, que afirmà que "l'excursionisme no consisteix a fer llargues caminades, a baladrejar estúpidament, a tornar a casa amb la pensa buida i el cor eixut, no, l'excursionisme és el de qui l'aprofita per a estudiar la geografia, la història l l'etnografia del pals i afirma que és per això que el ressorgiment nacional de la consciència catalana (es) deu a l'excursionisme". Hi col·laboraven també Salvador Vilaseca amb articles de geologia i arqueologia, Font i Sagué parlà de mineralogia, Pere Ferrando va fer diversos articles sobre els primitius comtats de Catalunya i va publicar unes interessants "Notes folklòriques de les comarques tarragonines" dedicades sobretot a la recopilació de les corrandes que fan burla dels diversos pobles del Camp. També hi col·laboraven el doctor Faura i Sans, Jaume Sabater i Ferran Gay. El 1917 va treure un únic número, amb articles d'Agustí Maria Gibert, Artur Masriera, Joan Ferraté, Marià Faura, Antoni Rius Miró, Jaume Sabater i d'alguns membres més de l'entitat. El volum conté la memòria del secretari que recull la ressenya dels nombroses actes fets per la societat aquell anys. Destaquen les conferències dels doctors Serradell, Faura i Sans, Alexandre Frías i Pere Barrufet i les de A. Capmany, E. Fortuny, J. Sans, i J. Ruy Fernàndez, i comunicacions diverses dels socis R. Ferraté, F. Clua, J. Roca, J. Sabater, Amadeu Ferraté, Joan Ferraté i Pere Ferrando, donant compte de les seves investigacions. El Butlletí, a més, va dedicar espai en molts dels seus números a opinar sobre temes de l'actualitat local i nacional, sobre les que tocava emetre judici segons el seu concepte d'excursionisme. Denunciaven el criteri de l'ajuntament sobre el canvi de nom d'alguns carrers, el mal estat en què es trobaven els morters de la Tronada i que n'haguessin disminuït el nombre, la desaparició de les teieres dels carrers, la lentitud de l'ajuntament en sol·licitar a la Mancomunitat una biblioteca popular. També demanaven la materialització de la divisió comarcal, la reforma de les Comissions Provincials de Monuments on s'hi havien d'incorporar excursionistes, i donaven suport al programa de xarxa de comunicacions proposat per la Mancomunitat.
L'Agrupació era "una societat de bons amics" que es va mantenir activa fins al 1919, quan es dispersà, perquè molts dels seus components s'havien casat o s'havien establert professionalment. Ricard Ferraté continuà, però, figurant com a president i pagant el lloguer del local social i el sou del conserge, fins que a finals de 1919, totes les instal·lacions del museu i els diversos béns socials passaren al Centre de Lectura, que es feu càrrec del passiu de l'entitat, que pujava a 1000 pessetes. Per aquest motiu, i en nom de l'Agrupació, Ricard Ferraté i Salvador Vilaseca, van entrar com a vocals conservadors vitalicis, a la junta de museus del Centre.